# USS LST-774
O USS LST-774 foi um navio de guerra norte-americano da classe LST que operou durante a Segunda Guerra Mundial.